# Мокруха клейка
Мокруха клейка (Gomphidius glutinosus (Schaeff. :Fr.)  Fr.) — вид грибів роду мокруха (Gomphidius).
Гриб класифіковано в 1838 році.

## Будова

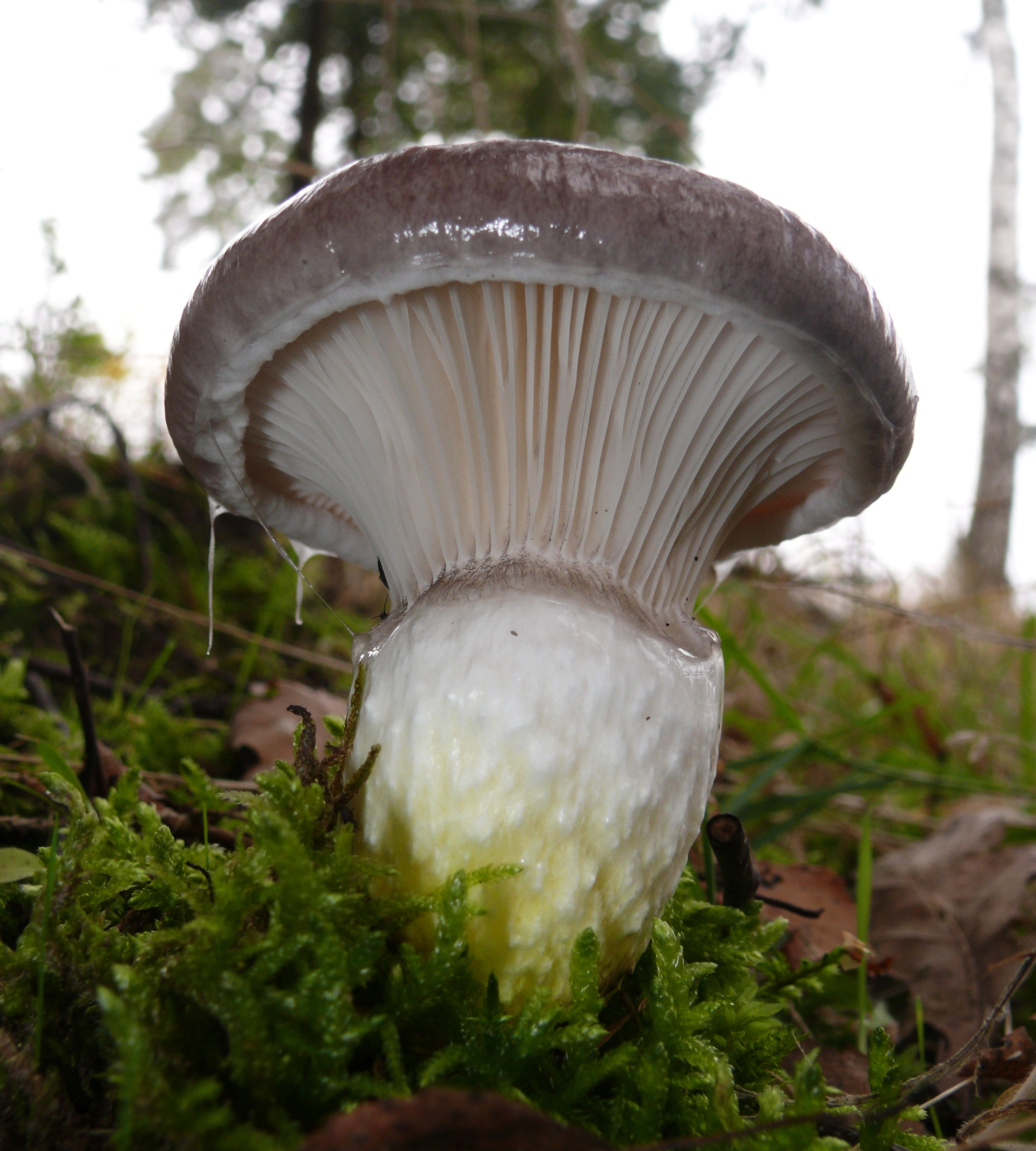

Колір шапинки від сіро–коричневого до шоколадно–коричневого, часто з оригінальним фіолетовим відтінком. Шапка діаметром до 10 см. У молодих плодових тіл — випукла, у дорослих — розпростерта, ніби злегка вдавлена у центрі. Вона гладенька, слизиста, край із залишками слизистого покривала. Шкірочка досить легко знімається.
Гіменофор пластинчатий. Пластинки спускаються до низу, дугоподібні, товсті, рідкі, спочатку білуваті, пізніше сіро-коричневі.
Споровий порошок темно-коричневий. Спори 18-23 х 5-6 мкм, веретеноподібні, гладкі, темно-бурі.
Ніжка завдовжки до 10 см, завширшки до 2 см, циліндрична, слизиста, зі слизистим швидкозникаючим кільцем, білувата. У нижній частині здається лимонно–жовтою у молодих грибів, у зрілих — сіра, у старих — коричнева.
М'якоть біла, інколи рожевувата, в основі ніжки жовтувата з неїдким смаком і без запаху.

## Поширення та середовище існування
Росте на ґрунті, зазвичай серед моху, невеликими групами, утворює плодові тіла у хвойних (соснових і ялинових) лісах, з липня по жовтень.

## Практичне використання
Мокруха клейка — їстівний шапковий гриб, який подібних ознак з отруйними грибами немає. Молоді плодові тіла цього гриба придатні для всіх видів кулінарної обробки, особливо для маринування. Перед вживанням необхідно зняти слизисту шкірочку.